# Decius (Kaiser)

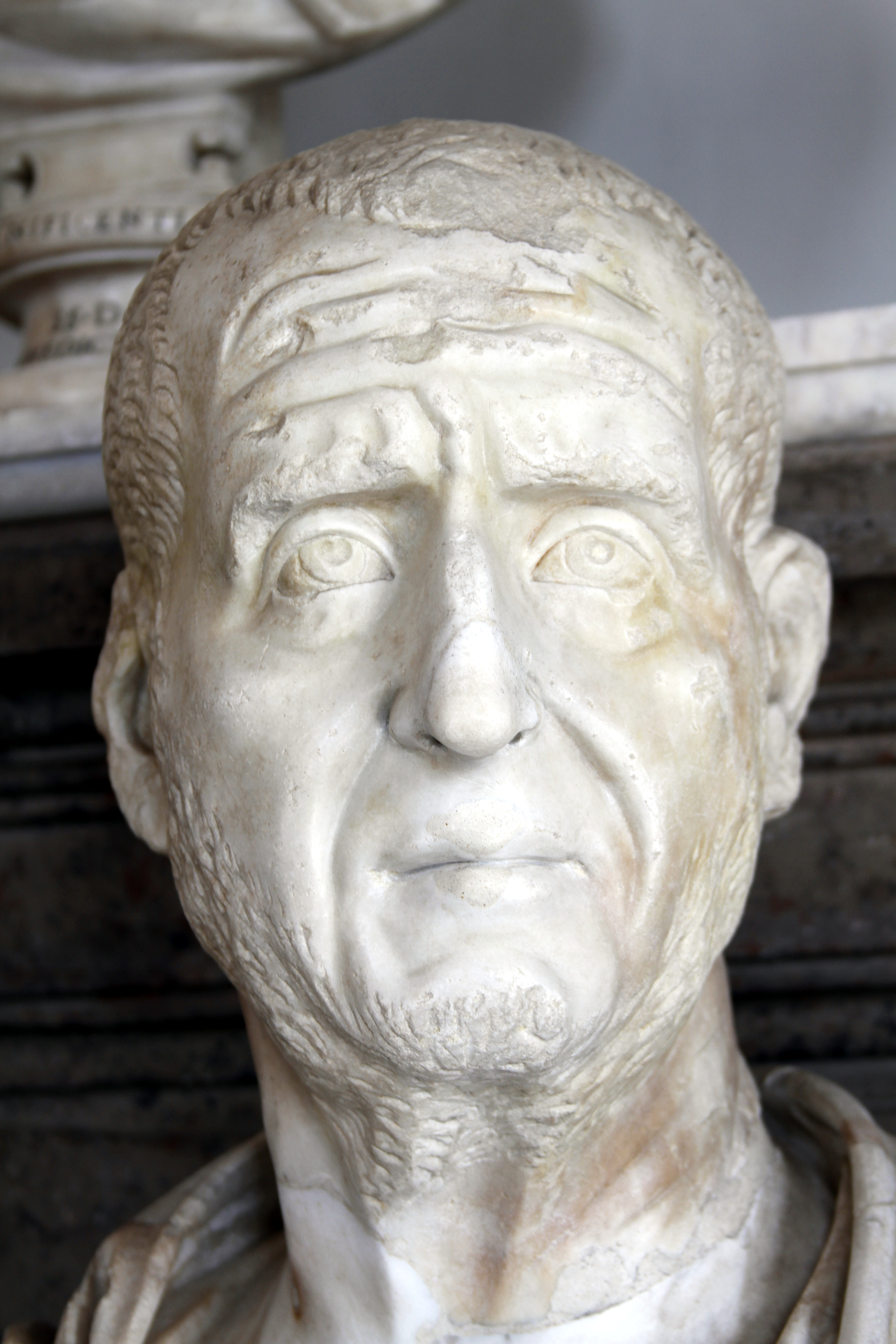
Porträt des Decius

Gaius Messius Quintus Traianus Decius (* ca. 190 oder 200/201 in Budalia bei Sirmium, heute Sremska Mitrovica, in der römischen Provinz Pannonia inferior; † 1. Hälfte Juni 251 bei Abrittus, heute Rasgrad in Bulgarien) war Kaiser des Römischen Reichs von 249 bis 251, der erste in einer längeren Reihe fähiger Männer aus den illyrischen Provinzen. Allerdings war Decius im Gegensatz zu den meisten späteren „illyrischen Kaisern“ bereits der Aufstieg in den Senat gelungen; seine Familie zählte offenbar zur Reichsaristokratie und er stammte damit anders als viele spätere Herrscher nicht aus einfachen Verhältnissen.

## Leben

### Aufstieg
Das Geburtsdatum von Decius ist, wie auch bei vielen anderen Soldatenkaisern des 3. Jahrhunderts, unbekannt. Meist wird 200 oder 201 als Geburtsjahr angegeben. Allerdings soll er laut Johannes Malalas zum Zeitpunkt seines Todes (251) etwa 60 Jahre alt gewesen sein, wonach ein Geburtsjahr um 190 anzunehmen wäre. Decius’ Familie war wahrscheinlich im Laufe des 2. Jahrhunderts der Aufstieg in die Nobilität gelungen.
232 hatte Decius unter Kaiser Severus Alexander mit dem Konsulat, wenngleich lediglich als Suffektkonsul, das höchste senatorische Amt bekleidet. Anschließend amtierte er als Statthalter in den Provinzen Germania inferior (Niedergermanien), Moesia (Mösien) und Hispania citerior (Tarraconensis). Während des Sechskaiserjahrs 238 scheint er loyal zu Maximinus Thrax gestanden, dessen Sturz jedoch unbeschadet überstanden zu haben. Zu einem unbekannten Zeitpunkt war er überdies in der besonders prestigeträchtigen Stellung eines praefectus urbi von Rom. Um 246 wurde Decius von Kaiser Philippus Arabs als Dux mit einem wichtigen Kommando an der Donau betraut. Nachdem er im Herbst 248 den Befehl erhalten hatte, eine Militärrevolte unter Pacatianus in Moesia und Pannonia niederzuschlagen, wurde er 249 (oder schon gegen Ende 248) von seinen Soldaten angeblich gedrängt, den Kaisertitel anzunehmen. Wahrscheinlich wurde Decius aus eigener Initiative zum Usurpator: Er wies zwar weiterhin ostentativ auf seine Loyalität zu Philippus hin, marschierte jedoch zugleich entschlossen mit seinen Truppen, dadurch die Donaugrenze entblößend, nach Italien. Als der Kaiser schließlich gegen Decius vorging, wurde er von jenem im Herbst 249 in der Nähe von Verona in einer ausgesprochen blutigen Schlacht geschlagen. Philippus fand den Tod und verfiel der damnatio memoriae. Nach seiner nunmehr offiziellen Ernennung zum Kaiser durch den Senat erhob Decius seine Frau Herennia Cupressenia Etruscilla zur Augusta (Kaiserin).

### Krieg gegen die Goten

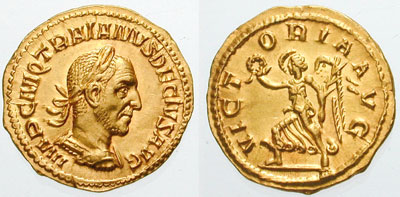
Aureus des Decius, auf dem dessen Siege gefeiert werden

Während seiner kurzen Regierungszeit war Decius vor allem mit wichtigen Militäroperationen gegen die Goten beschäftigt, die die Donaugrenze seit einiger Zeit bedrängten (siehe auch Reichskrise des 3. Jahrhunderts). Diese hatten nach dem Abzug der Truppen 249 die Donau überquert und die Provinzen Moesia und Thracia (Thrakien) überrannt. Genauere Einzelheiten sind unbekannt; Jordanes spricht von 70.000 Angreifern, doch ist dies wahrscheinlich viel zu hoch gegriffen. Doch selbst der Anteil, den Decius und sein Sohn Herennius Etruscus am folgenden Feldzug hatten, ist ungeklärt, denn die Quellenlage zu Decius’ Regentschaft ist – wie bei den meisten anderen Soldatenkaisern auch – sehr schlecht.
Decius sammelte ein Heer und zog zusammen mit seinem Sohn und Mitkaiser Herennius persönlich gegen die Feinde (sein jüngerer Sohn Hostilian blieb in Rom). Die Goten wurden von Decius offenbar bei der Belagerung von Nikopolis an der Donau überrascht. Bei seiner Annäherung überquerten sie das Balkangebirge und griffen Philippopolis an. Decius folgte ihnen, aber eine schwere Niederlage bei Beroë, dem heutigen Stara Sagora, machte es ihm unmöglich, Philippopolis zu retten, das in die Hand der Goten fiel, die die Stadt mit verheerender Grausamkeit behandelten. Ihr Kommandeur Priscus erklärte sich selbst zum Kaiser unter gotischem Schutz. Ein neuer Pergamentfund (aus den sogenannten Scythica Vindobonensia und wohl aus dem Werk des Dexippos stammend) offenbart auch den Anführer dieser Goten, einen gotischen Heerführer namens Ostrogotha.
Die Belagerung von Philippopolis hatte Anzahl und Kräfte der Goten aber dermaßen erschöpft, dass sie anboten, ihre Beute und ihre Gefangenen unter der Bedingung freien Abzugs auszuliefern. Aber Decius war es endlich gelungen, sie einzukesseln, und nun hoffte er, ihren Rückzug abzuschneiden und einen entscheidenden Sieg zu erringen. Er weigerte sich zu verhandeln. Das letzte Gefecht, in dem die Goten mit dem Mut der Verzweiflung kämpften, fand auf dem sumpfigen Boden der Dobrudscha bei Abrit(t)us (Schlacht von Abrittus) oder Forum Trebonii statt.
Jordanes (6. Jahrhundert) berichtet in seiner Gotengeschichte, dass Decius’ Sohn Herennius schon zu Beginn der Schlacht von einem Pfeil getötet wurde, und der Kaiser daraufhin ausrief:
„Lasst uns niemanden betrauern; der Tod eines Soldaten ist kein großer Verlust für den Staat.“ (Jordanes, Getica 18,101)
Vermutlich ist diese Episode unhistorisch. Die römische Armee wurde jedenfalls in dieser Schlacht aufgrund taktischer Fehler vernichtet und Decius erschlagen. Nachdem die Nachricht vom Untergang der beiden Kaiser im Juni des Jahres 251 die Hauptstadt erreicht hatte, wurden Vater und Sohn auf Beschluss des Senates zunächst dennoch unter die Götter erhoben (Divus), nachdem Decius’ jüngerer Sohn Hostilian zum Augustus erhoben worden war. Es gibt allerdings Hinweise darauf, dass das Andenken an Decius bereits wenig später, nach dem frühen Tod Hostilians im November desselben Jahres (251), wie bei seinem Vorgänger Philippus einer damnatio memoriae verfiel, vielleicht, weil man ihn für die militärische Katastrophe verantwortlich machte.

### Innenpolitik
Decius war militärisch anfangs erfolgreich und galt als ein fähiger und erfahrener Verwalter.
Entweder als Zugeständnis an den Senat oder vielleicht mit dem Hintergedanken, die öffentliche Moral zu verbessern, bemühte Decius sich angeblich, das Amt und die Autorität des Zensors wiederzubeleben. Die Wahl wurde dem Senat überlassen, der einstimmig Valerian, den späteren Kaiser, bestimmt haben soll. Aber Valerian, der genau wusste, welche Gefahren und Schwierigkeiten in dieser Zeit mit diesem Amt verbunden waren, lehnte die Verantwortung ab. Die Invasion der Goten und der Tod des Decius machten dem Versuch, der überhaupt nur von der höchst unzuverlässigen Historia Augusta erwähnt wird, ein Ende.

### Religionspolitik
Decius erließ Anfang des Jahres 250 ein allgemeines Opfergebot, das vielleicht die Wiederherstellung der „Sitte der Vorfahren“ (des mos maiorum) und damit der altrömischen Religion zum Ziel hatte, vielleicht auch als Loyalitätsbekundung für den neuen Kaiser nach dem Ende des blutigen Bürgerkrieges dienen sollte. Jeder Einwohner des Imperium Romanum musste vor einer Kommission erscheinen, um zu opfern. Über das vollzogene Opfer wurde eine Bescheinigung (libellus) ausgestellt.
Wer sich weigerte, dem Kaiser und den römischen Göttern zu opfern, konnte als Staatsfeind verhaftet und gefoltert, zu Zwangsarbeit, Vermögensentzug, Verbannung oder zum Tode verurteilt werden. „Mit etwas Geschick ließen sich [diese »libelli« aber auch] erschleichen, […] ohne selbst geopfert zu haben. Das waren dann in der Kirchensprache die sog. libellatici.“ Nur den Juden wurde aufgrund alter Privilegien erlaubt, stattdessen für Kaiser und Reich zu beten.
Für die Christen war ein solches Opfern allerdings problematisch, da sie nur den höchsten Gott verehren wollten. Dem Kaiser dienten sie loyal, viele als christliche Soldaten. Es kam bald zu einer allgemeinen und teils sehr blutigen Christenverfolgung, bei der auch der griechische Gelehrte Origenes gefoltert und der römische Bischof Fabianus hingerichtet wurden (um 250 soll auch Minias von Florenz getötet worden sein). Christen, die sich bereit zeigten, dem Kaiser zu opfern, wurden dagegen verschont. Die große Zahl dieser „Gefallenen“ (lapsi) führte nach dem Ende der Verfolgung zu heftigen Auseinandersetzungen innerhalb der Gemeinden (siehe auch Ketzertaufstreit).
Über die Verfolgung in Ägypten sind wir durch einen Brief von Bischof Dionysius von Alexandria informiert, über die Verfolgung in Karthago durch Schriften von Bischof Cyprian.